# 5293 Bentengahama
Az 5293 Bentengahama (ideiglenes jelöléssel 1991 BQ2) a Naprendszer kisbolygóövében található aszteroida. Masanori Matsuyama,  Vatanabe Kazuró fedezte fel 1991. január 23-án.